# Eric Clayton
Eric Clayton est un auteur-compositeur-interprète américain, essentiellement connu pour son travail avec le groupe de metal symphonique gothique Saviour Machine qu'il forma avec son frère Jeff Clayton en 1989. Eric Clayton est reconnu pour sa voix de baryton. Il a participé en tant qu'invité sur les albums The Human Equation (Ayreon), Glory Thy Name (Divinefire), The Great Fall (Narnia), Anthems (Wedding Party) et Damnation (Ride the Madness) (Eva O). Clayton a également produit ces deux derniers albums, ainsi que plusieurs albums de Saviour Machine. Eric Clayton est également connu pour ses prestations théâtrales.

## Saviour Machine
L'œuvre principale d'Eric Clayton est le groupe Saviour Machine, qui a sorti deux albums studio (Saviour Machine I en 1993 et Saviour Machine II en 1994) avant de commencer la trilogie Legend qui traite essentiellement de la fin du monde, du Livre de l'Apocalypse et des prophéties bibliques qui s'y rapportent. Le groupe a également sorti une compilation intitulée Synopsis (2003), ainsi que deux albums live Live in Deutschland 1996 et Live in Deutschland 2002. 
À l'origine, le groupe avait signé sur le label de métal chrétien Frontline Records mais le métal gothique et l'accoutrement qui lui est associé fut mal accepté sur la scène chrétienne américaine. De ce fait et de par son plus grand succès en Allemagne qu'aux États-Unis, Saviour Machine se tourna vers le label germanique Massacre Records. En 1997, Saviour Machine participa au Wacken Open Air, le plus grand festival métal du monde. 
Actuellement, Eric Clayton travaille sur le dernier album de la trilogie Legend, intitulé Legend Part III:II. Cet album, dont la date de parution initiale était le 7 juillet 2007 sera également le dernier album de Saviour Machine. La parution de l'album avait été repoussé en 2004 quand un Syndrome de Barrett avait alors été diagnostiqué à Clayton.